# Luca Pietromarchi

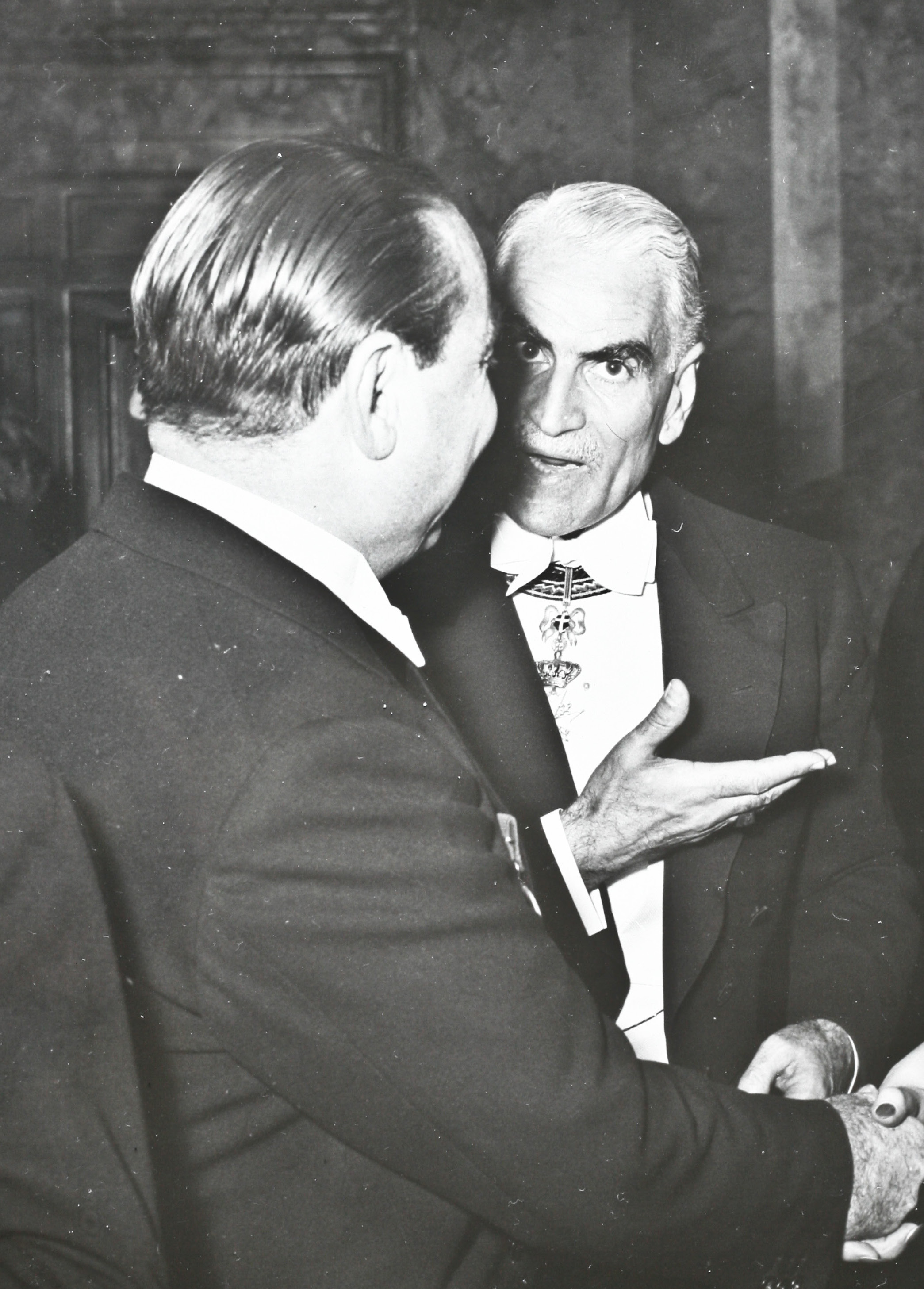
Luca Pietromarchi (rechts) im Gespräch mit dem türkischen Premierminister Adnan Menderes

Luca Pietromarchi (* 18. März 1895 in Rom; † 2. Juli 1978 ebenda) war ein italienischer Diplomat.

## Leben
Luca Pietromarchi trat 1923 in den auswärtigen Dienst und war von 1923 bis 1930 Vizesekretär der Vertretung der italienischen Regierung beim Völkerbund in Genf. 1931 leitete er das Ufficio Società delle Nazioni. Ab 1932 wurde er im Büro von Galeazzo Ciano beschäftigt. 1935 war er Mitglied der italienischen Delegation bei der Konferenz zur Stresa-Front. 1936 wurde er Stellvertreter des Generalsekretärs des Außenministeriums. Von 1936 bis 1939 leitete er das Ufficio Spagna, das die italienische Intervention in den Putsch der Unión Militar Española diplomatisch flankierte. 1940 wurde er zum Ministre plénipotentiaire befördert. Luca Pietromarchi leitete nach Unterzeichnung des Waffenstillstands mit Frankreich im Juni 1940 als Vorsitzender der Direzione Guerra Economica das Gabinetto Armistizio e Pace (GABAP). Letzteres wurde nach der Besetzung Jugoslawiens im April 1941 unter der Beibehaltung des Kürzels in Ufficio Armistizi e Territori occupati umbenannt. Das GABAP inszenierte Diplomatie für Regierungen der Ersten Slowakischen Republik, des Unabhängigen Staates Kroatien, Dalmatiens, Montenegros und Griechenlands, die teils als Marionettenstaaten der Achsenmächte fungierten bzw. von ihnen besetzt waren. Es war zugleich das Zentrum der italienischen Besatzungspolitik, in dem alle Fäden zusammen liefen. Die Tagebucheintragungen von Pietromarchi aus dieser Zeit zeigen eine zeitnahe Kenntnis des Holocaust.
Luca Pietromarchi war maßgeblich am Zustandekommen der Kapitulation Italiens vom 3. September 1943 sowie der Operation Fall Achse vom 8. September 1943 beteiligt, worauf am 23. September 1943 das Unternehmen Eiche durchgeführt wurde. Von Oktober 1943 bis März 1944 hielt Pietromarchi sich in der italienischen Sozialrepublik bei seiner Schwester Eleonora Attolico, der Frau von Bernardo Attolico, versteckt. Ab 1947 war Pietromarchi Korrespondent des L’Osservatore Romano in Brasilien. 1947 hob die Regierung von Alcide De Gasperi ein Urteil des Alto Commissariato per l’Epurazione gegen ihn auf, und Pietromarchi wurde wieder vom Außenministerium beschäftigt. Von 1950 bis 1958 war er Botschafter in Ankara. Von 25. Juli 1958 bis 5. Mai 1961 war er Botschafter in Moskau.
Sein Sohn ist Antonello Pietromarchi.